# Metacyclops campestris
Metacyclops campestris là một loài động vật giáp xác nước ngọt trong họ Cyclopidae. Chúng là loài đặc hữu của Brasil.